# Машина (фільм, 2013)
«Маши́на» (англ. The Machine) — англійський фантастичний фільм про кібернетизацію у майбутньому.

## Сюжет
Холодна війна з Китаєм штовхнула захід до найглибшої рецесії в економіці. Розпочалася нова гонитва озброєнь. Міністерство оборони Великої Британії в секретних лабораторіях розробляє імплантати для солдатів. Особлива увага приділяється імплантатам головного мозку. За допомогою квантового комп'ютера вчені прагнуть створити суперсучасну розумну машину. Недавня студентка Ава розробляє нову програму зі штучного інтелекту і пропонує її міністерству, сподіваючись отримати від нього грант на свою роботу. Її беруть в команду під керівництвом провідного вченого Вінсента і вони вдвох починають працювати над штучним інтелектом, щоб створити машину-солдата, в якого б був скелет з кремнієвих нановолокон, м'язи з вуглецевого волокна, куленепробивна і вогнестійка шкіра. Але швидко всі починають розуміти, що машина зі свідомістю може стати чимось більшим, ніж просто солдатом, вона стає занадто небезпечна…

### У ролях
- Кейті Лотц / Caity Lotz,
- Тобі Стівенс / Toby Stephens,
- Сем Хезелдайн / Sam Hazeldine,
- Пуне Хаджімохаммаді / Pooneh Hajimohammadi,
- Деніс Ловсон / Denis Lawson,
- Лі Ніколас Гарріс / Lee Nicholas Harris,
- Сіван Морріс / Siwan Morris